# 布拉特基农村居民点
布拉特基农村居民点（俄语：Братковское сельское поселение）是俄罗斯联邦沃罗涅日州捷尔诺夫卡区所属的一个农村居民点。其下辖有1个居民点，行政中心为布拉特基。据2016年统计，该农村居民点的人口为1123人。